# Білодід Юрій Андрійович
Юрій Андрійович Білодід (7 липня 1937, місто Київ — 10 грудня 2020, місто Коломия, Івано-Франківська область) — український радянський діяч, бригадир електрозварників виробничого об'єднання «Коломиясільмаш». Герой Соціалістичної Праці (10.06.1986). Депутат Верховної Ради УРСР 10—11-го скликань.

## Біографія
З 1953 року — електрозварник, з 1960 року — бригадир електрозварників Коломийського заводу сільськогосподарських машин (виробничого об'єднання «Коломиясільмаш») Івано-Франківської області.
Освіта середня спеціальна: заочно закінчив середню школу та технікум.
Член КПРС з 1961 року.
10 червня 1986 року Указом Президії Верховної Ради СРСР Юрію Білодіду присвоєно звання Героя Соціалістичної Праці з врученням ордена Леніна і Золотої Зірки «Серп і молот»
Потім — на пенсії в місті Коломиї Івано-Франківської області.

## Нагороди
- Герой Соціалістичної Праці (10.06.1986) (медаль «Серп і молот» №20679, орденська книжка №565978, Посвідчення Героя Соціалістичної Праці № 038285);
- орден Леніна №433926 (10.06.1986);
- орден Жовтневої Революції (Указ Президії Верховної Ради СРСР №106404 від 10 березня 1981 року (орденська книжка № 787761));
- орден Трудового Червоного Прапора (Указ Президії Верховної Ради СРСР №453250 від 5 квітня 1971 року (орденська книжка № 644204));
- три медалі Фонду Миру.